# Калат ел Бахреин
Тврђава Бахреин (арапски: قلعة البحرين‎, Калат ел-Бахреин), позната и као Португалска тврђава (Калат ел-Буртугал), али и Тврђава Надер-шаха, иранског шаха, археолошки је локалитет у Бахреину. Састоји се од земљаног утврђења око зидина насеља којег су континуирано обнављали његови становници од 2300. п. н. е. до 18. века, укључујући стране владаре попут Персијанаца и Португалаца. Између осталог, ово насеље је било престоница древне културе Дилмун, а у недавној прошлости је била Португласко утврђење. Због тога је ово насеље уписано на УНЕСКО-в Списак места Светске баштине у Азији и Аустралазији 2005. године као пример tella (пустињска Градина (археологија)) - вештачког земљаног утврђења на којему се налази више слојева људских насеља од 2300. п. н. е. до 16. века".

## Одлике
Калат ел-Бахреин има размеру од 300 x 600 метара и око 25% локалитета је ископано и истражено, где су откривене грађевине различитих облика које сведоче о различитим наменама: стамбене, јавне, трговачке, верске и војне. Оне заједно с оближњом луком сведоче о важности коју је ово насеље имало вековима.
Најнижи слој са стамбеним насељем и градским зидинама је из око 2200. п. н. е. и припадају култури Дилмун, једне од најважнијих древних култура у овом подручју која је позната само из сумерских текстова. До 1450. п. н. е. овде су Касити изградили палату у којој је пронађено много глинених плочица с клинастим писмом. Једна једина је даирана у "четврту годину владавине краља Агума", за којега се претпоставља да је вавилонски краљ Агум III. За време владавине ваваилонског краља Бурна-Буриаша познато је име управитеља овог насеља, Или-ипашра из Нипура. Када је на крају палата изгорела, градом се вероватно управљало из Фаилака. У слојевима од 10. до 5. века п. н. е. откривене су друге виле са санитарним објектима, и некрополе испод подова кућа.
Насеље је било густо насељено чак и у хеленизму (3. век п. н. е.), али ови слојеви нису довољно истражени. Из тог времена потиче утврђење размера 51,5 x 51,5 метара, која се повезује са Сасанидима.
На врху земљаног утврђења високог 12 метара налази се импозантно Португалско утврђење (ар. qал'ат) из 16. века, по којој је цело насеље добило име. Португалцима је ова тврђава била прометна станица на трговачком путу из Персијског залива од 1521. до 1602. године.
Од 1954. до 1970. године, на овом месту су археолошка истраживања спроводили дански археолози под вођством енглеза, Џофрија Бибија, а након 1978. године, до 1987. године, истраживања су наставили француски археолози.
- Тврђава Бахреин - поглед
- Унутрашњост тврђаве